# Luca Barbarossa
Luca Barbarossa (né à Rome le 15 avril 1961) est un auteur-compositeur-interprète et animateur radiophonique italien.

## Biographie
En 1980, Barbarossa remporte le Festival de musique de Castrocaro, où il est repéré par un producteur de la maison de disques Fonit Cetra, qui lui signe un contrat d'enregistrement. En tant que vainqueur de Castrocaro, en 1981 il participe au Festival de Sanremo où il termine quatrième avec la chanson Roma spogliata, qu'il a écrite. Son premier album éponyme sort la même année et il assure la première partie de la tournée de  Riccardo Cocciante. L'album et les singles ne remportant pas le succès escomptés Barbarossa doit quitter le label Fonit-Cetra et rejoint le label CBS. En 1986, il participe à nouveau au Festival de Sanremo avec Via Margutta se plaçant à la 18e place. En 1987 il se place 9e avec  Come dentro un film, titre du premier album qu'il sort pour CBS la même année. Il obtient son meilleur classement à San Remo en 1988 avec L'amore rubato, terminant 3e.
En 1988, Barbarossa est choisi par la RAI pour représenter l'Italie au Concours Eurovision de la chanson avec la chanson Vivo (Ti scrivo), participant ainsi au 33e Concours Eurovision de la chanson, tenu le 30 avril 1988 à Dublin, se plaçant 12e sur 21 candidats.
Barbarossa remporte le Festival Sanremo en 1992 à sa cinquième tentative avec Portami a ballare, une chanson dédiée à sa mère. Dans les années 1990, il sort quatre albums studio et un album live. En 1996, il participe de nouveau au festival  avec Il ragazzo con la chitarra se classant 12e. Un album compilation de ses chansons les plus populaires, avec deux titres inédits sort en 2001.
La dernière participation de Barbarossa à Sanremo remonte à 2003 avec Fortuna terminant 10e, sortant un album du même nom , avant de mettre sa carrière en attente pendant quatre ans. Il revient avec un simple, Aspettavamo il 2000 en 2007, avant de sortir Via delle storie infinite en 2008, Fino in fondo (2011) et de se représenter à nouveau à Sanremo en 2018.

## Discographie partielle

### Albums
- 1981 - Luca Barbarossa (Fonit Cetra, LPX 98)
- 1987 - Come dentro un film (CBS, 450210 1)
- 1988 - Non tutti gli uomini (CBS, 460803 1)
- 1989 - Al di là del muro (CBS, 465991 1)
- 1992 - Cuore d'acciaio (Columbia, COL 471378 1)
- 1994 - Le cose da salvare (Columbia, COL 476959 2)
- 1996 - Sotto lo stesso cielo (Columbia, COL 483828 4)
- 1999 - Musica e parole (Columbia, COL 495074 2)
- 2003 - Fortuna (Columbia, COL 511057 2)
- 2008 - Via delle storie infinite (Universo US236)
- 2018 - Roma è de tutti

### Live
- 1993 - Vivo (Columbia, 473719 1)

### Compilations
- 2001 - Viaggio di ritorno (Columbia, COL 501508 2)
- 2011 - Barbarossa Social Club (Margutta 86, 0206462EIT)

### Album Cover Live
- 2015 - Radio DUEts Musica Libera (Margutta 86, 88875167262)

### 45 tours
- 1981 - Roma spogliata/Se il letto mio volasse (Cetra, SP 1751)
- 1981 - Da stasera/La vita vista da un aereo (Cetra, SP 1760)
- 1982 - La strada del sole/Se potesse parlare la mia chitarra (Cetra, SP 1775)
- 1984 - Colore/Belle le tue labbra (CBS, CBS A 4443)
- 1985 - Vita (CBS, CBS A 6178)
- 1986 - Via Margutta/Ognuno di noi (CBS, CBS A 6904)
- 1987 - Come dentro un film/Buonanotte (CBS, 650379 7)
- 1988 - L'amore rubato/Vivo (CBS, 651414 7)
- 1988 - Yuppies/Da grande (CBS, 651692 7)
- 1989 - Al di là del muro/Sarò qualcuno (CBS, 655354 7)
- 1992 - Portami a ballare/Ho fatto l'eroe (Columbia, COL 657845 6)

### CD
- 1994 - Cellai solo te/La canzone del sole (Columbia, COL 660440 1)
- 1996 - Il ragazzo con la chitarra/Union maid (Sony Music)
- 1999 - Musica e parole/Ali di cartone (Sony Music)
- 1999 - Segnali di fumo/Foglia su foglia (Sony Music)
- 2001 - Viaggio di ritorno/Stella segreta/Youppies 2001/Mandela 2001 (Sony Music)
- 2003 - Fortuna/Al lupo al lupo/Fortuna (instrumental) (Margutta 86)
- 2007 - Aspettavamo il 2000 (Margutta 86)
- 2011 - Fino in fondo (Margutta 86)